# Núria Casals i Cortès
Núria Casals i Cortès (Badalona, 1950) és una historiadora de l'art.
Llicenciada en Història de l'Art per la Universitat de Barcelona el 1973, la seva tesi de llicenciatura va tractar del pintor Francesc Gimeno. En l'àmbit professional, ha estat professora de secundària. És col·laboradora de la Gran Enciclopèdia Catalana i autora de diversos treballs sobre història local, ha publicat articles d'història i d'art a la revista Carrer dels Arbres, editada pel Museu de Badalona, dos sobre el pintor local Eduard Flò i Guitart (1980 i 1983), tres sobre cinema (1980, 1995 i 2004) i un de teatre (2007). Entre altres obres, també ha realitzat els dos catàlegs del Fons d'Art de la Ciutat de Badalona (1986 i 1989) i la Història gràfica de Badalona (Ajuntament de Badalona, 1987-1993). És autora de la monografia sobre el pintor Eduard Flò (Museu de Badalona, 1982) i coautora, amb Jordi Padró, d'Història Gràfica de Badalona, editada en dos volums (Museu de Badalona, 1992 i 1993). L'any 2019 va sortir publicat el seu llibre La gran il·lusió. El cinema a Badalona 1898-1975, fruit d'una exhaustiva investigació de dos anys, que recull tota la història del cinema a Badalona, a la qual es va dedicar una exposició al Museu de Badalona. Per aquest treball ha estat guardonada amb el premi FilmHistòria 2019 a la millor recerca. Casualment, Casals és besneta de Thomas Mary, fundador del Cine Mary, el primer que va haver-hi a la ciutat.